# 鄭阿毛
鄭阿毛（英語：Cheng Ah-mo；？—2002年5月），祖籍浙江省舟山市，是前任香港特別行政區行政長官林鄭月娥的父親。

## 生平
鄭阿毛祖籍浙江省舟山市，早年居於上海，見當時的香港生活環境遠勝於上海，便選擇移民過來。由於剛到香港人生地不熟，所以只好做行船的幫工。而且因為說話的時候總是帶著濃厚的上海口音，導致朋友的數量很少。後來經人介紹，他認識了個性很青澀的香港本地人林鳳蘭。二人迅即結婚，但因為都是基層家庭出身，唯有住在灣仔駱克道的一間板間房。後來孩子太多，再加上各自的母親又搬過來住，令一間小小的板間房住了四個小孩、兩個成年人、兩個老年人。經濟的重擔也落在了他身上，導致壓力過大而脾氣變差，經常拿老婆來出氣。
1978年，鄭阿毛買入於鰂魚涌南豐新邨一單位，由基層步向小康之家。後於1999年出售，帳面更淨賺209.9萬。1984年，阿毛選擇退休，棄做政府文員，而是選擇做了些小生意。
2002年5月，鄭阿毛因中風病逝。

## 家庭
- 鄭阿毛 = 林鳳蘭
  - 鄭宏光
  - 鄭月英
  - 鄭孝光
  - 鄭月娥 = 林兆波
    - 林節思
    - 林約希

兒媳婦：李耐勤
三女是第5任香港特別行政區行政長官林鄭月娥；次子鄭孝光任職香港稅務局高級評稅主任。

## 外部連接
- 【特首跑馬仔】林鄭結婚證書曝光　 父親「鄭阿毛」當年擁南豐新邨單位 (16:16) （页面存档备份，存于）
- 林鄭父名阿毛 78年購南豐新邨 出身基層 父中風母照顧全家